# Alessandro Severo
Alessandro Severo je opera Georga Friedricha Händela, která měla premiéru roku 1738 v londýnském King’s Theatre. Libreto podle arkádského básníka Apostola Zena vychází ze skutečného života posledního Severovce na římském trůnu. Jedná se o tzv. pasticcio, tedy o operu, v níž skladatel používá starších árií a motivů, ať jichž svých, nebo někoho z předchůdců či vrstevníků. 

## Popis díla
Alessandro Severo je opera – pasticcio, v němž autor použil hudbu ze svých dřívějších oper (Giustino, Berenice, Arminio a dalších) a to vše doplnil o nové recitativy a předehru.
Skutečný Alexander Severus nastoupil na trůn již ve 13 letech, čemuž odpovídá zpodobnění mladého císaře kontratenoristou. Spletitý příběh prostoupený na jedné straně žárlivostí a pletichami, na straně druhé láskou, odpuštěním, velkodušností a loajalitou vrcholí ve šťastném souladu a blažené harmonii.

## Obsah opery
Mladý římský císař Alexander Severus se na podnět své matky Giulie oženil s ušlechtilou a vzdělanou Salustií. Jejich manželství je šťastné a Alessandro se dokonce za pomoci své ženy osvobozuje od matčina politického vlivu… Giulia tak přichází o lásku svého syna a zároveň o moc – je snad zapotřebí více důvodů k probuzení nezkrotitelné žárlivosti pyšné ženy? Podlou intrikou se jí podaří vyhnat Salustii do vyhnanství.
Věrná manželka však ani v této těžké chvíli neztrácí víru a hlubokou lásku k Alessandrovi. Nejprve maří spiknutí proti svému manželovi, poté se zapojuje do povstání proti císařovně matce a jejímu zhoubnému vlivu. Osvobozená Salustia proniká společně se svým otcem a povstalci do Giuliina paláce, kde v posledním okamžiku velkodušně zabrání její vraždě. Pohnuta tímto milosrdným činem, smiřuje se Giulia se Salustií i s Alessandrem, a tak v panovníkově rodině i celé říši opět zavládne mír.